# Ladislav Józsa
Ladislav Józsa [ladislau jóža] (16. ledna 1948 Csávoly (Maďarsko) – 12. prosince 1999 Sládkovičovo) byl slovenský fotbalista, československý reprezentant.
Za československou reprezentaci odehrál 1 zápas (přátelské utkání s Tureckem v roce 1977).
Patřil k nejlepším střelcům v československé lize, třikrát se stal králem ligových střelců (1973, 1974, 1977), vícekrát se to ve federální éře povedlo jen Jozefu Adamcovi a Miroslavu Wieckovi. V lize Józsa nastřílel celkem 108 branek (104 za Lokomotívu Košice, 4 za Jednotu Trenčín) a je tak členem Klubu ligových kanonýrů (od neděle 4. března 1979, kdy ve svém 157. prvoligovém startu dal 2 branky Trenčínu, z čehož druhá v pořadí byla stá prvoligová). O jeho mimořádných střeleckých schopnostech svědčí skutečnost, že v poválečné historii je nejrychlejším stovkařem, potřeboval k tomu 6 a půl sezóny. Na jeden prvoligový gól potřeboval průměrně 144 minuty. V jeho domovském Sládkovičově se každým rokem koná mládežnický turnaj nazvaný na jeho počest Memoriál Ladislava Józsu. V Poháru vítězů pohárů nastoupil ve 4 utkáních a dal 1 gól a v Poháru UEFA nastoupil ve 2 utkáních.

## Ligová bilance
Premiéra: 18. března 1972, Lokomotíva Košice – Tatran Prešov 1:1 (0:1)
První gól: 23. dubna 1972, Lokomotíva Košice – Jednota Trenčín 1:0 (1:0)
Stý gól: 4. března 1979, Lokomotíva Košice – Jednota Trenčín 3:1 (2:0)
Poslední gól: 13. října 1979, Bohemians ČKD Praha – Jednota Trenčín 5:1 (2:0)
Poslední zápas: 4. listopadu 1979, Jednota Trenčín – Baník Ostrava 1:0 (1:0)
| Ročník                                     | Zápasy | Góly | Minuty | Klub              |
| ------------------------------------------ | ------ | ---- | ------ | ----------------- |
| 1. československá fotbalová liga 1971/1972 | 13     | 3    | 1 021  | Lokomotíva Košice |
| 1. československá fotbalová liga 1972/1973 | 29     | 21   | 2 533  | Lokomotíva Košice |
| 1. československá fotbalová liga 1973/1974 | 25     | 17   | 2 231  | Lokomotíva Košice |
| 2. československá fotbalová liga 1974/1975 | –      | 21   | –      | Lokomotíva Košice |
| 1. československá fotbalová liga 1975/1976 | 26     | 14   | 2 258  | Lokomotíva Košice |
| 1. československá fotbalová liga 1976/1977 | 26     | 18   | 2 232  | Lokomotíva Košice |
| 1. československá fotbalová liga 1977/1978 | 25     | 19   | 2 236  | Lokomotíva Košice |
| 1. československá fotbalová liga 1978/1979 | 24     | 12   | 2 061  | Lokomotíva Košice |
| 1. československá fotbalová liga 1979/1980 | 11     | 4    | 981    | Jednota Trenčín   |
| CELKEM 1. LIGA                             | 182    | 108  | 15 553 |                   |